# 広告代理店
広告代理店（こうこくだいりてん、英: Advertising agency）とは、広告を取り扱う会社の総称である。
近年、インターネット広告専業代理店の存在感が強まっており、この広告業界の環境変化を踏まえてこれまで広告代理店と呼ばれていた会社は、総合広告代理店と呼ばれることも増えている。
アメリカ合衆国最古で最大手の広告業界メディアアド・エイジが「Agency Report」で全世界での売上高を元にランキングを作成している。ただし、2023年版（2022年度集計）からは広告代理店単体でのランキングがなくなり、広告代理店を束ねる持株会社のランキングのみとなった。企業が代理店単体での収益を公開しなくなったほか、アクセンチュア、デロイト トウシュ トーマツ、プライスウォーターハウスクーパース等のコンサルティング・ファームが上位に来るようになった広告業界の環境変化が背景にある。

## 歴史
米国では1841年にボルニー・パルマーがフィラデルフィアに広告代理店を設立したのが最初といわれている。しかし、初期の広告代理店は広告主と新聞社などとの純粋な代理・仲介業で、広告主ではなくメディア側の代理人という性格が強く、広告の制作はあくまでも広告主が行うもので広告代理店は一切関与しなかった。1880年代以降、広告業界にジョン・E・パワーズやチャールズ・オースチン・ベイツといった先駆的なコピーライターが登場し広告代理店が広告制作も扱うようになった。
日本では、明治期から第二次世界大戦の戦前までは「広告取次」や「広告ブローカー」と呼ばれていた。時代が下り、事業内容の変化もあり広告代理店と呼ばれるようになったが、現代では「店」が一般向けに開かれているといった業態ではなく、その多くが企業間取引をとる企業形態のため「広告会社」と呼称する方が現代的で適切である。くわえて、その多くが双方代理による企業間取引である。業界団体である一般社団法人日本広告業協会も広告代理店という呼称を使用せず"「広告会社」の同業団体"と名乗っている。代理・仲介業、代理人の古い慣行や英語の "advertising agency" からの直訳的な翻訳で、このページのように「広告代理店」の呼称を今でも使う場合があるが適切とはいえない。このことはちょうど「旅行代理店」と「旅行会社」の関係とも似ている。

## メディアと広告代理店

### 業態
メディアの広告枠を広告主（クライアント、顧客）に売り、手数料（コミッション）を得るというのが基本的企業形態である。従来は純粋にそれだけを行っていたが、時代とともにその役割は広がっており、メディアをまたがるメディア・ミックス、マス・メディア以外も統一してキャンペーンを組み立てる統合的マーケティング・コミュニケーション、インターネット登場後の相乗効果の追求（クロスメディア）や、その枠に載せる広告を効果的・効率的に制作指示するのも広告代理店の業務となっている。制作部門を持つ広告代理店の場合は、制作部門が広告制作会社と共に行う。また顧客企業のマーケティングの一環としての広告計画、その立案のためのマーケティング・リサーチ、商品開発、広告計画・実施の一環としての販売促進、商業印刷、プレミアム景品類の制作などのほか、顧客企業や取り扱う製品のイメージの構築（CIなど）、イベントのプロデュースあるいは運営を行う。大型博覧会でのパビリオン企画・設計・建設・運営、国際的なスポーツイベントへのスポンサード、映画製作への出資・参画、シンポジュウムの企画・運営、PRなど業容は広い。今世紀に入って以降、デジタル関連のサービスも増加した。

#### テレビ番組・映画制作
広告代理店は、報道番組やバラエティ番組からテレビドラマやアニメ、映画等の制作に至るまで、テレビ局に対して、放送枠のスポンサーへの商社金融的な与信機能を背景に強大な影響力を持つ。
特にキー局（テレビ局）の制作費に頼らず出資者（スポンサー）を募る製作委員会方式が主流になり、放送枠の買い取り方式が中心となっている現在のアニメ産業では重要な地位を占めている。しかし、一部では製作費の一部を広告代理店が確保し、番組や映画の制作費が十分に確保できないとの批判もある。広告代理店が「手数料」などの名目で中間搾取をしている、と呼ばれる一つの例である。

### 比較広告
極めて少数の反対意見でも、広告掲載中止などの大がかりな事態になる場合があるため、比較広告も日本ではこういった理由から、あまり制作されない。

### 急激なインターネット広告シフト
近年、スマホの普及と同時に、インターネット広告へのシフトがめまぐるしく、ネット専業広告代理店の追い上げにより、価格競争が激化するとともに、総合広告代理店のシェアは年々下降している。2019年インターネット広告費がテレビ広告費を逆転し、従来の総合広告代理店は、急激な変革を迫られている。
同時にネット専業広告代理店でもテレビCMなどのマス広告を扱うケースも増えてきているなど垣根があいまいになっていることから、従来の（総合）広告代理店とネット専業広告代理店と種類分けをすることに対して、意味があるのかと疑問の声も上がっている。

## 世界の広告代理店

### 主な広告代理店グループ
上位から順に
- WPPグループ（ロンドン/第1位）
- オムニコムグループ（ニューヨーク/第2位）
- ピュブリシス・グループ（パリ/第3位）
- Interpublic Group（ニューヨーク/第4位）
- 電通グループ（東京/第5位）
- アクセンチュア (シカゴ、ニューヨーク)
- デロイトデジタル (ニューヨーク、ロンドン)
- Havas Surenes（パリ/仏ヴィヴェンディ傘下。母体は旧アヴァス通信社）
- MDC Partners（トロント・ニューヨーク）
- Allliance Data Systems（ダラス）
- Media Consalta（ベルリン）

### かつて存在した広告代理店
- コレット・ディケンソン・ピアース（イギリス/現：電通UK）

## 日本における広告代理店

### 歴史
日本の広告代理業の第1号は1880（明治13）年創業の「空気堂組」とされ、1883年に福沢諭吉が「広告（廣告）」という言葉を発案、1884年に「弘報堂」、1888年に「廣告社」「三成社」「広目社」「時事通信社」「東京通信社」「東京急報社」、1889年に「広益社」「金蘭社」「豊国通信社」「日本通信社」、1890年に「新聞用達会社」「萬年社」「弘業社」「正路喜社」などが創業した。その後、1895年に瀬木博尚が博報堂を、1901年に光永星郎が日本広告（のちの電通）を創業した。バブル期の1980年代後半に数多くの広告代理業が始まった。

### 広告代理店の種類
広告代理店はいくつかのタイプに分けることができる。主な該当企業は以下に挙げる。
- 総合広告代理店
あらゆるメディアに全方位で対処していく。特に、大手の総合広告代理店は傘下に製作会社や分野を特化した広告代理店を持つ。
  - 電通グループ（東証プライム：証券コード 4324）
  - 博報堂DYホールディングス（東証プライム：証券コード 2433）
  - ADKホールディングス (非上場企業)

- インターネット広告代理店
近年、成長がめまぐるしく急進している。
  - サイバーエージェント（東証プライム：証券コード 4751）
  - デジタルホールディングス（東証プライム：証券コード 2389）
  - アドウェイズ（東証プライム：証券コード 2489）
  - GMOインターネット（東証スタンダード：証券コード 4784）
- ハウス・エージェンシー
（広告会社を除く）親会社の宣伝活動を補佐する事業子会社。なお、ハウスエージェンシーは親会社の保有する広告媒体の管理を担っている場合もある。
  - 東急エージェンシー
  - ジェイアール東日本企画
  - NTTアド
  - トヨタ・コニック・プロ

- コンサルティング会社
アドテクノロジー（アドテック、広告テクノロジー）の幅広い活用を基本武器として、アーキテクチャーのノウハウや機械学習を促進させるためのテクニック、さらに運用ロジックなどITコンサルティング型広告代理店とも呼べる「異業種からの参入」が2010年代から始まった。その意味ではネットに強い専門広告代理店だが、もともとの出自と本業が違う。ネット広告の比率が日本よりも早く伸びテレビを上回った欧米先進諸国では、外資系の戦略コンサルのネット広告におけるシェアが既存の広告会社を大きく上回った事実もある。
  - IBM
  - デロイトトーマツコンサルティング
  - アクセンチュア

### 外資系広告代理店・クライアントの場合
クライアントが国内系企業の場合、1ブランドに対しては1つの総合広告代理店が川上から川下まで担当するのがほとんどだが、クライアントが外資系の場合、ブランディング、広告制作、メディアプランニング（バイイング）、イベントなどが各専門の広告代理店に分化され複数の代理店がチームを組んでブランドの広告を考えることもある。
また日本で活動する外資系企業は、世界的規模で活動する日本の広告代理店が皆無であることから、担当する広告代理店もグローバルで契約した外資系広告代理店が多く、外資対外資の場合では契約形態はコミッション制ではなく、フィー制度のとなるのがほとんどである。
外資系広告代理店は役割に応じて、以下のように区別される。
- ブランドエージェンシー（ブランディング）
- クリエイティブエージェンシー（広告クリエイティブ）
- メディアエージェンシー（メディアプランニング、バイイング）
- BTLエージェンシー（イベント、WEB、SPなど）

（なお、ブランドエージェンシーがクリエイティブエージェンシーを兼務する場合がほとんどである）
主な外資系広告代理店で、日本国内に拠点がある会社に、以下の会社がある（世界の売上高順2009年-2010年）
　
- WPPグループ（世界第1位）
  - Wunderman Thompson
  - オグルヴィ・ジャパン（日本ではジオメトリー・オグルヴィ・ジャパンとしてサービスを提供）
  - ジオメトリー・ジャパン（日本ではジオメトリー・オグルヴィ・ジャパンとしてサービスを提供）
  - GroupM Japan（グループエム・ジャパン）Mindshare、MediaCom、MEC、MAXUS、Outriderのメディアエージェンシー5社を擁するホールディングカンパニー
  - GREY group（グレイ・ワールドワイド）
  - ランドーアソシエイツ
  - カンター・ジャパン
  - ヒル アンド ノウルトン ジャパン
  - サドラー・ジャパン（ヘルスケアエージェンシー）

- オムニコムグループ（世界第2位）
  - TBWA\HAKUHODO（ティービーダブリューエー\ハクホウドウ）（博報堂との合弁）
  - I&S BBDO（アイアンドエスビービーディーオー）

- Publicis Groupe（パブリシス／ピュブリシス グループ）（世界第3位）
  - ビーコン・コミュニケーションズ（電通グループとの合弁）

- Interpublic Group（インターパブリックグループ）（世界第4位）
  - McCann Worldgroup（マッキャンエリクソン）
  - UM（ユニバーサル・マッキャン）
  - モメンタムワールドワイド
  - MRM//McCann（エムアールエムマッキャン）
  - R/GA（アールジーエー）
  - オクタゴン・ワールドワイド
  - Futurebrand （フューチャーブランド）

- Havas Surenes（ハバス）
  - Havas Worldwide（ハバス・ワールドワイド）

- Allliance Data Systems（アライアンス　データ）
  - Epsilon International (エプシロンインターナショナル）

- FCB（エフシービー）
- BBH（ビービーエイチ）
- Wieden+Kennedy Tokyo（ワイデンアンドケネディトウキョウ）

- UltraSuperNew（ウルトラスーパーニュー）

などがある。

### 日本の主な広告代理店
日本国内の広告代理店売上ランキング
| 順位 | 企業名                   | 売上         | 種類                     | 年度 |
| 1位  | 電通グループ             | 5兆8,195億円 | 総合広告代理店           | 2022 |
| 2位  | 博報堂DYホールディングス | 1兆5,189億円 | 総合広告代理店           | 2022 |
| 3位  | サイバーエージェント     | 7,105億円    | インターネット広告代理店 | 2022 |
| 4位  | ADKホールディングス      | 3,528億円    | 総合広告代理店           | 2017 |
| 5位  | 東急エージェンシー       | 1,043億円    | ハウスエージェンシー     | 2021 |
| 6位  | デジタルホールディングス | 694億円      | インターネット広告代理店 | 2022 |
| 7位  | アドウェイズ             | 596億円      | インターネット広告代理店 | 2022 |
| 8位  | ジェイアール東日本企画   | 431億円      | ハウスエージェンシー     | 2022 |

### 批判

#### 一業種一社制の相対化
日本と海外の広告代理店を比較してよく批判されるのは、海外のほとんどの先進国で見られる「一業種一社制」の原則が日本には見られないことである。「一業種一社制」とは、1つの広告代理店が複数の企業からの広告を同時に請け負わないという、社会的モラルも含んだ制度であり、これは「同広告代理店が競合他社の製品の購買も促進する」という矛盾の防止が目的である。
例えば日本の自動車会社の広告を見ると、電通は本田技研工業、SUBARU、ダイハツ工業を含むトヨタ自動車を始めとする大半の競合自動車メーカー、博報堂は日産自動車、マツダ、スズキ、ADKは三菱自動車工業など、というように競合する他社同士の広告を同時に担当している。その結果、顧客企業が開発を進める新製品の機密情報の保守や、競合関係に当たるメーカーの商品購買も促進し、あえて顧客同士を互いに競わせる形にして自らは儲けている、などの観点からしばしば問題に上がる。
その結果、同業他社のいかんを問わず、様々な業種の大企業を一手に顧客に収める電通や博報堂、ADKなどの主要な広告代理店が強大な媒体力を保持してしまい、自由競争が損なわれているため、広告代理店の売上げ順位どころか売上げの比率もほとんど変化しないこと。媒体露出量に依存し、「一業種一社制」の元で競争が激しい海外市場に目が向かなくなることが、日本の広告代理店の国際競争力が低い原因の一つに挙げられる。
ネット広告の取引が拡大することを機会として捉え、主としてアメリカではコンサルティング業界からの参入が相次ぎ、もはやアメリカのネット広告の取引額の上位会社の大部分は、従来からの広告会社ではない。それらコンサルティング業界では、もともと「一業種一社」の伝統がなく、コンサルティング業界ではそれが当然である、とする論理で広告取引も行う。したがって、21世紀には一業種一社制を巡る議論は、日本の特殊性批判とは違う次元に突入している。

#### 業務体質
また、一部の広告代理店は、過労自殺した社員の親族が「社員の安全配慮義務を怠った」「残業手当が支払われていない」などで会社を相手に損害賠償を請求し裁判を起こしたことに象徴される、過酷な勤務状況でよく知られている。現在は大手代理店は過大残業を見直し、アウトソーシングによって大幅に減らしていこうと努力しているが、これにより制作プロダクションは一層の激務を要求されることになり、本質的な問題の解決には至っていない。

## 大韓民国における広告代理店
大韓民国においては財閥（チェボル）がグループ企業として設立した会社が多い。代表的な広告代理店としてサムスングループ系列の第一企画、現代自動車グループ系列のイノーシャン、LGグループ系列のHSAD、ロッテグループ系列の大弘企画、斗山系列のオリコムがある。